# Mars Needs Women
Pour plus de détails, voir Fiche technique et Distribution.
Mars Needs Women est un film de science-fiction américain réalisé en 1967 par Larry Buchanan. Prévu pour être sorti en salles, il a été diffusé directement à la télévision.

## Synopsis
La gent féminine se faisant rare sur la Planète Mars, une expédition scientifique composé de cinq martiens est dépêchée sur Terre afin de ramener cinq jeunes femmes pour tenter de remédier à la situation. Une approche pacifique auprès des autorités américaines échoue, les martiens décident alors de se fondre parmi la population terrienne et de choisir leurs cibles, ce sera une strip-teaseuse, une hôtesse de l'air, une reine de beauté et une artiste peintre. Le chef de la délégation, Dop va tomber amoureux de sa cible, l'exobiologiste Marjorie Bolen. Les militaires américains parviennent à localiser l'endroit où les martiens ont pris base et s'apprêtent à donner l'assaut, les martiens repartent en laissant leurs cibles endormies mais indemnes, tandis que Marjorie pleure sur son amoureux.

## Fiche technique
- Titre original : Mars Needs Women
- Réalisateur : Larry Buchanan
- Scénario : Larry Buchanan
- Musique : Ronald Stein
- Photographie : Robert Jessup
- Date de sortie :  États-Unis 1967
- Durée : 80 minutes
- Pays	 États-Unis
- Langue : Anglais
- Budget : 20 000 $ (estimation)

## Distribution
- Tommy Kirk : Dop, individu martien no 1
- Yvonne Craig : Docteur Marjorie Bolen
- Warren Hammack : individu martien no 2
- Tony Huston : individu martien no 3
- Larry Tanner : individu martien no 4
- Cal Duggan : individu martien no 5
- Pat Delaney : l'artiste peintre
- Sherry Roberts : Brenda Knowlan, la reine de beauté
- Donna Lindberg : l'hôtesse de l'air
- "Bubbles" Cash  : La stripteaseuse[1]
- Byron Lord : le colonel Bob Page
- Roger Ready : Stimmons
- Barnett Shaw : un participant à la conférence militaire
- Neil Fletcher : le secrétaire d'État à la Défense
- Chet Davis : un journaliste

## Autour du film
- La scène avec la danseuse « Bubbles » Cash a été tournée dans un bar de strip-tease de Dallas, The Athens Strip, situé sur l'actuelle Lower Greenville Ave.
- Au moment d'enfiler des habits terriens, les martiens se livrent à une critique vestimentaire : « Les cravates ne servent à rien. La planète rouge a éliminé les cravates, fierté du mâle, il y a 50 ans. »

## Postérité
- Frank Zappa a référencé le film dans le titre d'une composition instrumentale, « Manx Needs Women » (un jeu de mots sur les habitants de l'île de Man), qui était régulièrement interprété par l'artiste en concert 1976. Des enregistrements figurent sur les albums Zappa à New York et Philly '76 de Zappa
- Le musicien de heavy metal Rob Zombie a sorti une chanson du même nom sur son album de 2010, Hellbilly Deluxe 2.